# Richard Andree
Richard Andree (Braunschweig,  1835. február 26. – München, 1912. június 22.)  német geográfus, kartográfus és etnográfus, Karl Andree földrajztudós fia. 

## Életútja
Richard Andree a lipcsei egyetemen tanult. Ő volt a Velhagen & Klasing Kiadó földrajzi intézetének alapítója és vezetője Lipcsében. 1886-ban a Leopoldina Német Természettudományos Akadémia tagja lett. 76 éves korában halt meg Münchenben, miközben a Nürnbergbe induló vonatára várakozott. Szerkesztette a Globus című folyóiratot. Több cikket írt a csehországi németek érdekében. Allgeimeines Handatlas című atlasza a maga idejében nagyon népszerű volt.

## Művei (válogatás)
- Das Amur-Gebiet und seine Bedeutung: Reisen in Theilen der Mongolei, den angrenzenden Gegenden Ostsibiriens, am Amur und seinen Nebenflüssen. Leipzig, 1867 (Digitalisat[halott link] aus dem Bestand des Instituts für Ost- und Südosteuropaforschung).
- Wendische Wanderstudien. Zur Kunde der Lausitz und der Sorbenwenden. Stuttgart, 1874
- Chronik des Corps Lusatia zu Leipzig 1807 bis 1877. Auszug aus den Annalen des Corps, Leipzig, 1877
- Ethnographische Parallelen und Vergleiche. Stuttgart, 1878
- Zur Volkskunde der Juden. Bielefeld und Leipzig, 1881
- Andrees Allgemeiner Handatlas. Leipzig, 1881–1937 (letzte, 9. Ausgabe)
- Die Flutsagen ethnographisch betrachtet. Braunschweig, 1891
- Andree-Putzgers Gymnasial- und Realschulatlas. 7. Aufl. Velhagen & Klasing, Bielefeld [u.a.], 1893 (Digitalisat)
- Geschichte des Corps Lusatia zu Leipzig 1807 bis 1898. Leipzig, 1898
- Braunschweiger Volkskunde. Braunschweig 1901
- Andree-Schillmanns Berliner Schul-Atlas. 15. Aufl. Stubenrauch, Berlin, 1915 (Digitalisat)

## Külső hivatkozások
- Droysens Allgemeiner Historischer Handatlas, 1886